# Locro
Le locro (du quechua ruqru) est un ragout à base de courge, de maïs et de haricots consommé dans la Cordillère des Andes de l'Argentine au Chili jusqu'à l'Équateur, en passant par le Pérou et la Bolivie.
D'origine sûrement précolombienne, la recette peut différer hors sa base de légumes et son mode de cuisson prolongé à feu doux. Selon la région, on le prépare avec de la viande de bœuf fraîche ou sèche (charqui), des tripes comme la tripa gorda, le sopa de mondongo ou le chinchulin, et des côtes ou des abats de porc (pieds, collier, oreilles et couenne). Les viandes sont cuites séparément et sont ensuite rajoutées à la préparation de légumes qui prennent une texture crémeuse.

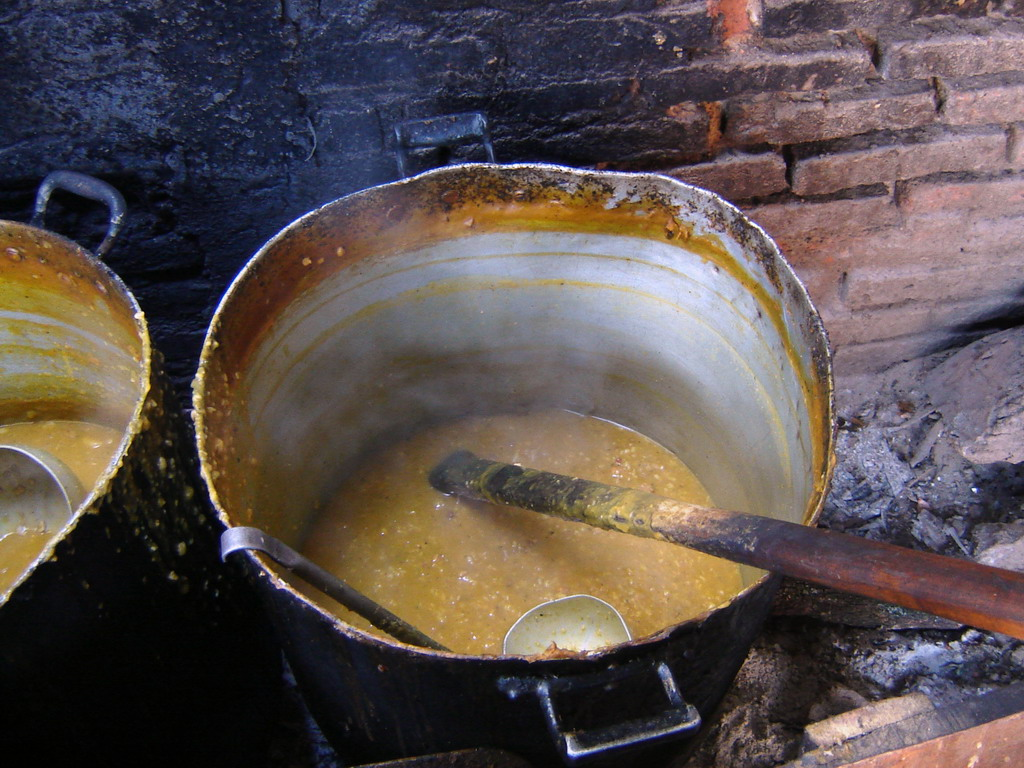
Olla (marmite) de 100 litres, préparation avec leña (bois à brûler).

## Source de la traduction
- Article espagnol Locro